# Digitaria gazensis
Digitaria gazensis är en gräsart som beskrevs av Alfred Barton Rendle. Digitaria gazensis ingår i släktet fingerhirser, och familjen gräs. Inga underarter finns listade i Catalogue of Life.